# کولینستون (لوئیزیانا)
کولینستون (به انگلیسی: Collinston) شهری در ایالت لوئیزیانا کشور ایالات متحده آمریکا است که جمعیت آن در سرشماری سال ۲۰۱۰ میلادی، ۲۸۷ نفر بوده‌است.